# Heat Shield Rock (метеорит)
Heat Shield Rock (метеорит) (Міжнародний фонетичний алфавіт: — Камінь теплового щита) — нікель-залізний метеорит розміром із баскетбольний м'яч, знайдений на Марсі марсоходом «Оппортьюніті» (Mars Exploration Rover Opportunity НАСА) 8 січня 2005 року. Приблизні координати — 1,9° пн. ш. 354,5° сх. д. Метеорит має офіційну назву метеорит Плато Меридіана, яка була йому присвоєна в жовтні 2005 року, Метеоритним товариством.

## Відкриття
Марсохід «Оппортьюніті» знайшов залізний метеорит — перший метеорит, який був коли-небудь знайдений на іншій планеті.
«Оппортьюніті» зіткнувся з метеоритом випадково: той лежав біля уламків теплозахисного екрана. Метеорит був знайдений, коли «Оппортьюніті» відправили на вивчення теплозахисного екрана, після того як марсохід завершив дослідження кратера Ендьюранс. Це був перший метеорит, знайдений на іншій планеті, і третій, знайдений на іншому небесному тілі — два інших, міліметрового розміру Bench Crater і Hadley Rille, були виявлені на Місяці.
Дірявий об'єкт розміром із баскетбольний м'яч складається переважно із заліза і нікелю. Лише невелика частина метеоритів, що впали на Землю, так само багаті на метали, інші є кам'янистими. Як приклад, метеорит у знаменитому метеоритному кратері в Аризоні є подібним за складом.
Метеорит, який отримав назву Heat Shield Rock, знайшли біля уламків теплозахисного екрана «Оппортьюніті» на поверхні Плато Меридіана — рівнині з кратерами, яка була місцем, де «Оппортьюніті» приземлився на Марс майже рік тому. Проводячи первісні дистанційні спостереження Heat Shield Rock з мініатюрним спектрометром теплового випромінювання, «Оппортьюніті» визначив металеву композицію і подав запит, що це може бути метеорит. Марсохід під'їхав досить близько і підтвердив ідентифікацію метеорита.

## Аналіз
Метеорит має високу відбивну здатність. Аналіз на елементний склад, проведений спектрометром альфа-частин, показав, що метеорит на 93 % складається із заліза, на 7 % з нікелю, з сумішшю германію (≈300 частинок на мільйон) і галію (<100 частинок на мільйон). Мессбауерівський спектрометр, який проводить дослідження мінералогії залізомістких порід і ґрунтів, підтвердив, що це залізо-нікелевий метеорит, вміст нікелю в якому складає 5—7 %. Він, по суті, ідентичний до складу типових IAB залізних метеоритів, знайдених на Землі. Поверхня метеорита має характерні для метеоритів ями, утворені під час проходження через атмосферу.
Не було жодної спроби створити заглибину в метеориті спеціальним інструментом марсохода, оскільки тести на Землі з подібним метеоритом показали, що інструмент для буріння — Rock Abrasion Tool (RAT) може бути пошкодженим. RAT призначений для буріння звичайного каміння, але не залізо-нікелевих метеоритів. Плато Меридіана, частина поверхні Марса — на якій був знайдений цей метеорит, можливо, колись була покрита шаром матеріалу товщиною ≈1 км, який піддавався ерозійним процесам. Це означає, що при ударі цей метеорит, можливо, створив кратер, але з плином часу (мільйони або мільярди років) він був зруйнований під дією ерозійних процесів. Так чи інакше, метеорит містить невелику концентрацію іржі. За відсутності детальних знань про Марс, важко сказати, чи впав він недавно, чи ні. Метеорит майже не містить ознак вивітрювання.

## Інші нікель-залізні метеорити на Марсі
Після ідентифікації метеорита, марсохід «Оппортьюніті» виявив ще п'ять подібних залізних метеоритів (неофіційно під назвою Block Island, Ireland, «Mackinac Island», «Oileán Ruaidh» і «Shelter Island»). Два нікель-залізні метеорити були ідентифіковані за допомогою марсохода «Спіріт» (неофіційно під назвою Allan Hills і Zhong Shan). Один залізо-нікелевий метеорит був ідентифікований марсоходом «К'юріосіті». Крім того, кілька кам'яних метеоритів також були виявлені на Марсі.

## Термінологія
Термін «Марсіанський метеорит», як правило, належить до чогось зовсім іншого: метеорити на Землі, які, як вважають, походять з Марса, відомим прикладом є ALH 84001.

## Галерея

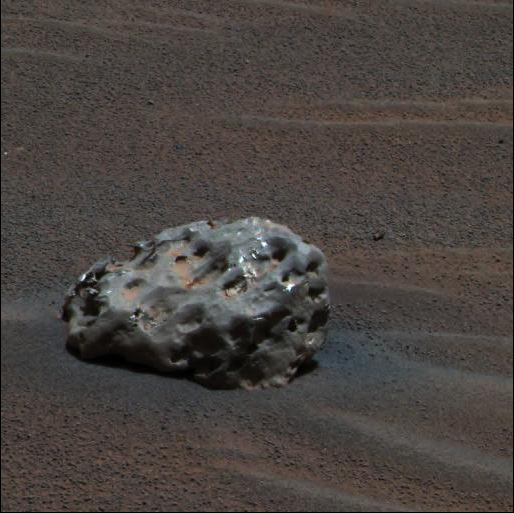
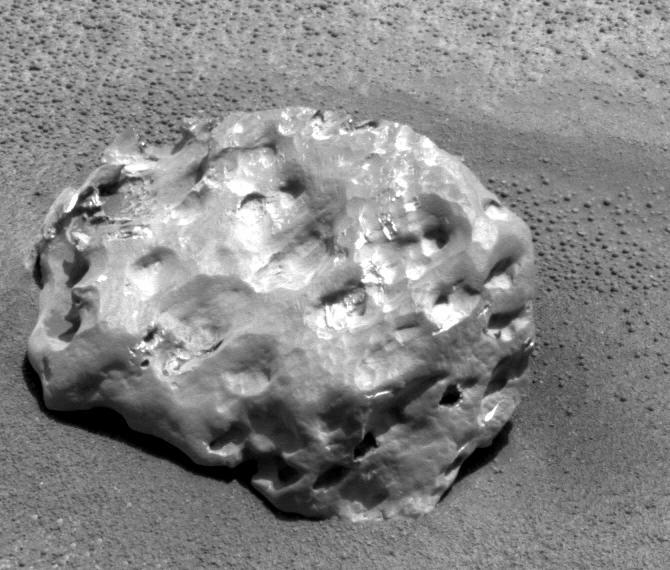
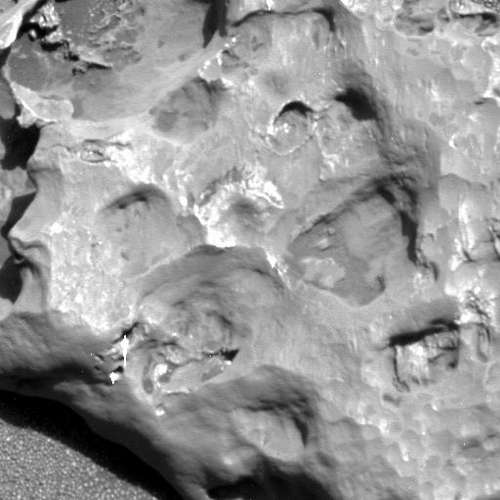
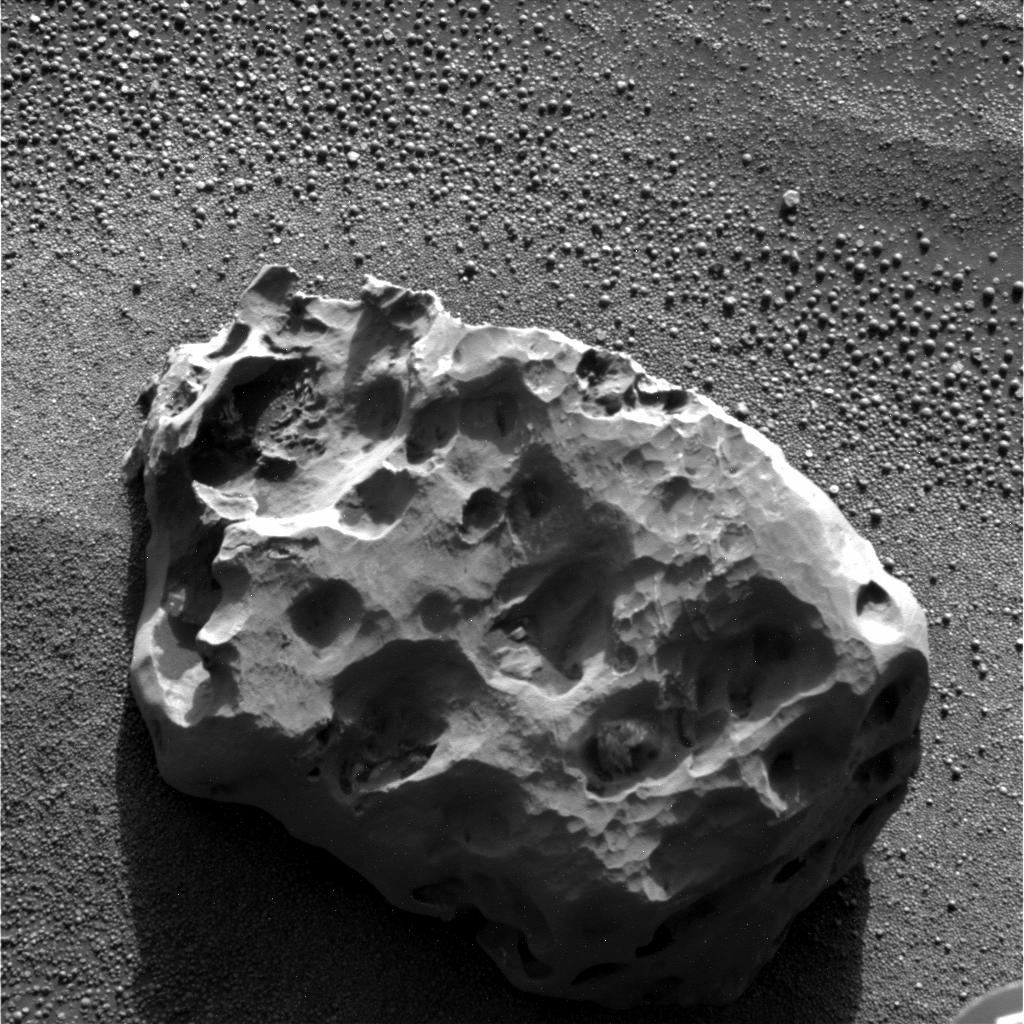
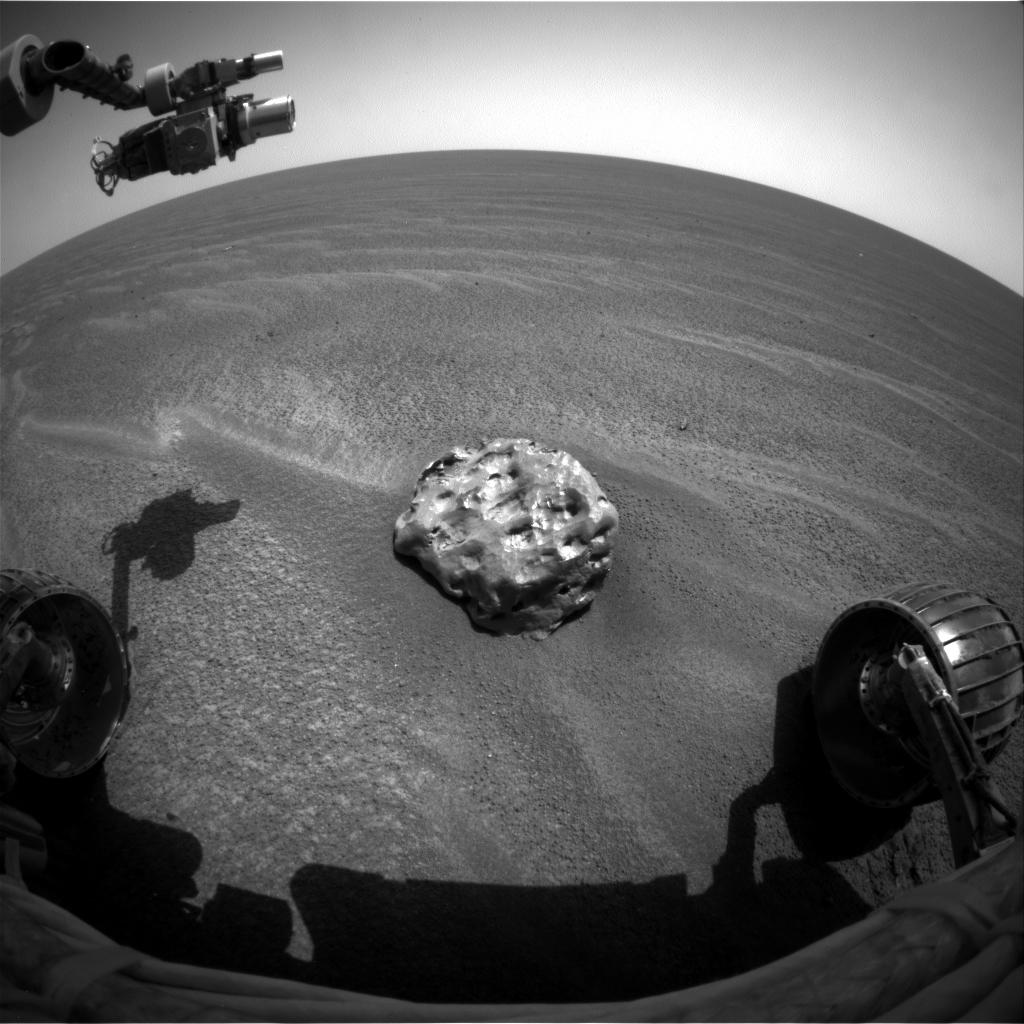
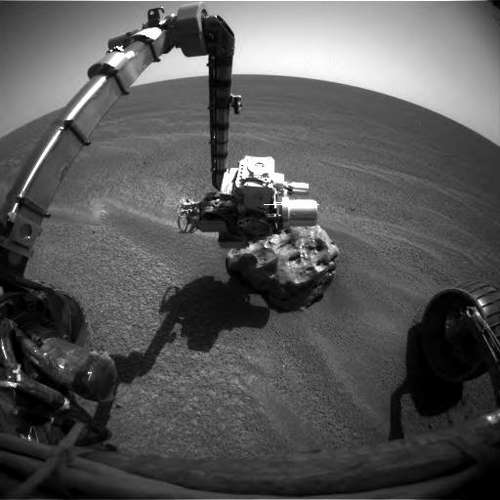